# Pocahontas
Pocahontas ([pokaˈɔntas]; Werowocomoco, 1595 o 1596 – Gravesend, 21 marzo 1617) nata Matoaka o Amonute è stata una nativa americana che sposò un uomo inglese, John Rolfe, e a Londra, sul finire della sua vita, divenne una celebrità.
Era la figlia di Wahunsunacock (conosciuto anche come Capo Powhatan), che governò su un'area che comprendeva praticamente tutte le tribù vicine alla regione Tidewater della Virginia (chiamata Tenakomakah a quel tempo). Dopo aver ricevuto il battesimo, cambiò nome in Rebecca, e in seguito al matrimonio, Rebecca Rolfe.
Numerosi luoghi, punti di riferimento e prodotti negli Stati Uniti hanno preso il nome da Pocahontas. La sua storia è stata romanticizzata nel corso degli anni, e ha dato seguito a numerose opere artistiche, letterarie e cinematografiche. Molte delle storie raccontate su di lei dall'esploratore inglese John Smith sono state contestate dai suoi discendenti.

## Biografia

### L'incontro con John Smith

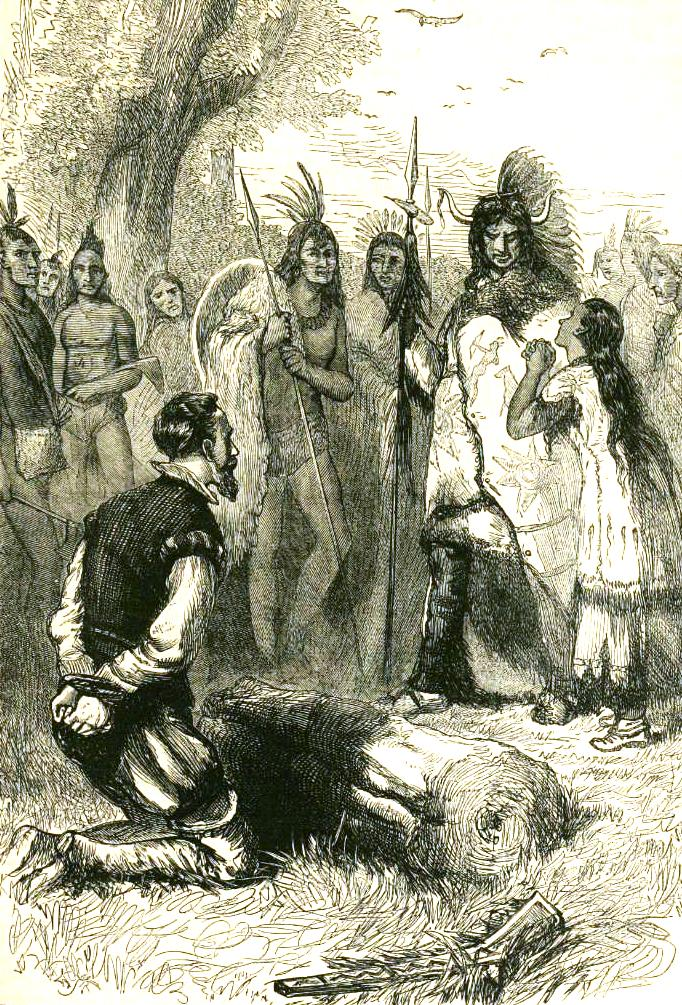
Pocahontas salva Smith in un'illustrazione del XIX secolo

Pocahontas era la figlia del Capo Powhatan della Confederazione Powhatan, un'alleanza di circa 30 gruppi di lingua algonchina a Tidewater, Virginia. Il nome e l'origine di sua madre sono sconosciuti, ma probabilmente era di bassa condizione. Si sa poco della donna che diede alla luce Pocahontas ed è stato teorizzato che sia morta di parto. Le persone della riserva di Mattaponi discendono dai Powhatan e la loro tradizione orale afferma che la madre di Pocahontas era la prima moglie di Powhatan e che Pocahontas prese il suo nome.
Nell'aprile del 1607, quando i coloni inglesi arrivarono in Virginia e cominciarono a costruire degli insediamenti, Pocahontas aveva tra i 10 e i 12 anni. Uno dei capi dei coloni, John Smith di Jamestown, raccontò di esser stato catturato da un gruppo di cacciatori Powhatan e portato a Werowocomoco, uno dei villaggi principali dell'Impero Powhatan e dopo due ore, secondo il suo resoconto, fu messo a morte di fronte a una pietra. A quel punto, inaspettatamente, intervenne Pocahontas che gli si parò davanti: «al momento dell'esecuzione, lei rischiò la sua stessa testa per salvare la mia; e non fece solo quello, ma persuase così tanto suo padre che fui condotto sano e salvo a Jamestown». Pocahontas si guadagnò così il rispetto della sua gente e dei coloni inglesi.
Il racconto di John Smith è la sola fonte dell'episodio e a partire dal 1860 crebbe lo scetticismo sulla sua veridicità. Una delle ragioni per dubitare del resoconto fu la mancanza di riferimenti all'evento nei due libri sulla Virginia che Smith pubblicò ben prima che, in una lettera del 1616 (quasi dieci anni dopo), con la quale supplicava la Regina Anna di trattare Pocahontas con dignità, descrivesse il proprio salvataggio. Il ritardo con cui rese pubblico l'episodio fa crescere la probabilità che Smith potesse aver esagerato o inventato la faccenda per migliorare l'immagine di Pocahontas. J. A. O. Lemay, in un recente libro, mette in risalto il fatto che i primi scritti di Smith fossero principalmente a carattere etnico e geografico e non menzionavano affatto le sue esperienze personali: quindi non ci sarebbe stata ragione da parte di Smith di far conoscere l'episodio.
Alcuni esperti hanno suggerito che sebbene Smith avesse creduto di essere "salvato", di fatto fosse stato coinvolto in un rituale teso a simboleggiare la sua morte e la rinascita come membro della tribù. Tuttavia, in Love and Hate in Jamestown, David A. Price fa notare come queste teorie siano solo congetture, data la scarsa conoscenza dei rituali Powhatan e la mancanza di prove di rituali simili in altre tribù nordamericane.

### La convivenza con gli inglesi

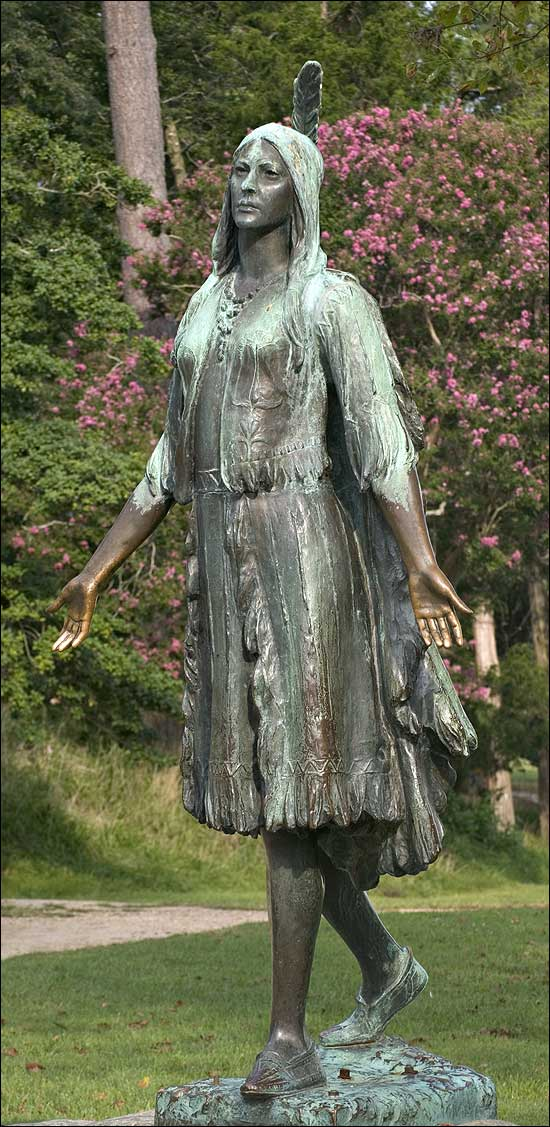
Statua di Pocahontas a Jamestown - 1922

Qualunque cosa sia accaduta, quell'incontro diede inizio a un'amichevole relazione tra la colonia di Smith e i nativi e Pocahontas visitò spesso l'insediamento, giocando anche con i bambini che si trovavano lì. Durante un periodo di carestia della colonia «subito, in quattro o cinque giorni, Pocahontas e i suoi servitori gli portarono [a Smith, n.d.r.] così tante provviste che salvarono la vita dei molti che stavano morendo di fame».
Con la successiva espansione dei coloni, tuttavia, alcuni nativi temettero per le loro terre e i conflitti riapparvero.
Nel 1609 Pocahontas dovette salvare la vita di Smith una seconda volta. Smith e altri coloni furono invitati amichevolmente a Werowocomoco da Capo Powhatan. Erano stati trattati gentilmente e avevano commerciato con gli indigeni su ordine dell'allora governatore John Ratcliffe, ma si attardarono e dovettero trattenersi per trascorrere la notte. Quella stessa notte, Pocahontas andò alla capanna di Smith per avvertirlo che suo padre aveva in mente di inviare degli uomini con del cibo i quali - una volta che gli inglesi avessero deposte le armi per mangiare - li avrebbero uccisi. Riferì che le era anche stato intimato di non dir nulla e pregò quindi Smith di allontanarsi. Essendo stati avvertiti, gli inglesi tennero le armi pronte durante il pasto e non avvenne alcun attacco.
Nel 1609 una ferita dovuta a un'esplosione di polvere da sparo costrinse Smith a rientrare in Inghilterra per curarsi. Gli inglesi dissero ai nativi che Smith era morto, catturato da una nave pirata francese che aveva fatto naufragio sulle coste della Bretagna. Pocahontas lo credette morto fino a parecchi anni dopo, quando arrivò in Inghilterra come moglie di John Rolfe.
Secondo William Strachey, Pocahontas sposò un guerriero Powhatan chiamato Kocoum prima del 1612; nient'altro si conosce su questo matrimonio.
Non ci sono evidenze in nessun documento storico riguardo al fatto che Smith e Pocahontas fossero amanti. Questa versione romantica della storia appare solo in versioni romanzate della loro relazione, come nel classico di animazione della Disney Pocahontas.

### La cattura

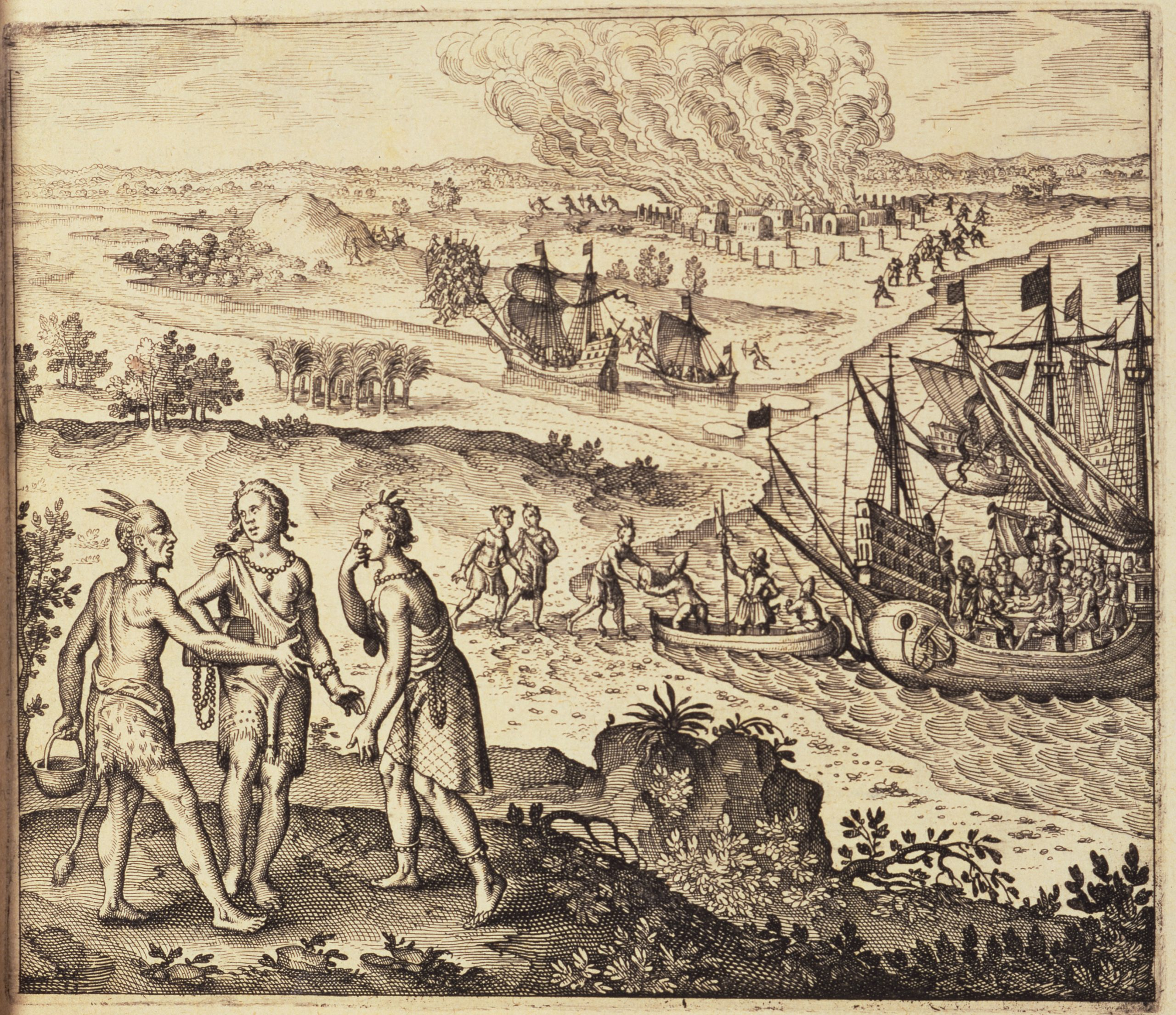
Il Rapimento di Pocahontas, incisione di Johann Theodore de Bry, 1624

Nel marzo del 1613, Pocahontas risiedeva a Passapatanzy, un villaggio dei Patawomeck, tribù che commerciava con i Powhatan. Smith scrive nella sua Generall Historie che era sotto la tutela del capo Patawec, Japazaws (o Japazeus), dal 1611 o 1612.
Due coloni inglesi, che avevano stabilito rapporti commerciali con i Patawomeck, scoprirono la presenza di Pocahontas e, con l'aiuto di Japazaws, la catturarono. Il loro intento, come spiegarono in una lettera, era di scambiarla con alcuni prigionieri inglesi presi da Capo Powathan, insieme a varie armi e utensili che i Powhatan avevano rubato. Powhatan rimise in libertà i prigionieri, ma l'insoddisfazione dei coloni, per le poche armi e utensili restituiti, causò un lungo braccio di ferro fra coloni e indigeni.
Per un intero anno Pocahontas fu trattenuta a Henricus, l'odierna Chesterfield County. Si sa poco della sua vita lì, benché il colono Ralph Hamor scrisse che fu trattata con modi straordinariamente cortesi. Un pastore inglese, Alexander Whitaker, la introdusse alla cristianità e la aiutò a migliorare il suo inglese. Dopo che fu battezzata, il suo nome fu cambiato in Rebecca.
Nel marzo del 1614, il braccio di ferro sfociò in un violento scontro tra centinaia di inglesi e Powhatan sul fiume Pamunkey. Nella città Powhatan di Matchcot, gli inglesi incontrarono un gruppo che includeva alcuni leader anziani Powhatan (ma non il capo, che era fuori dalla città). Gli inglesi permisero a Pocahontas di parlare ai suoi conterranei; tuttavia, secondo il vicegovernatore Thomas Dale, Pocahontas rimproverò il padre assente per averla valutata meno di vecchie spade, pistole, o asce e disse loro che preferiva vivere con gli inglesi.

### Il matrimonio con John Rolfe

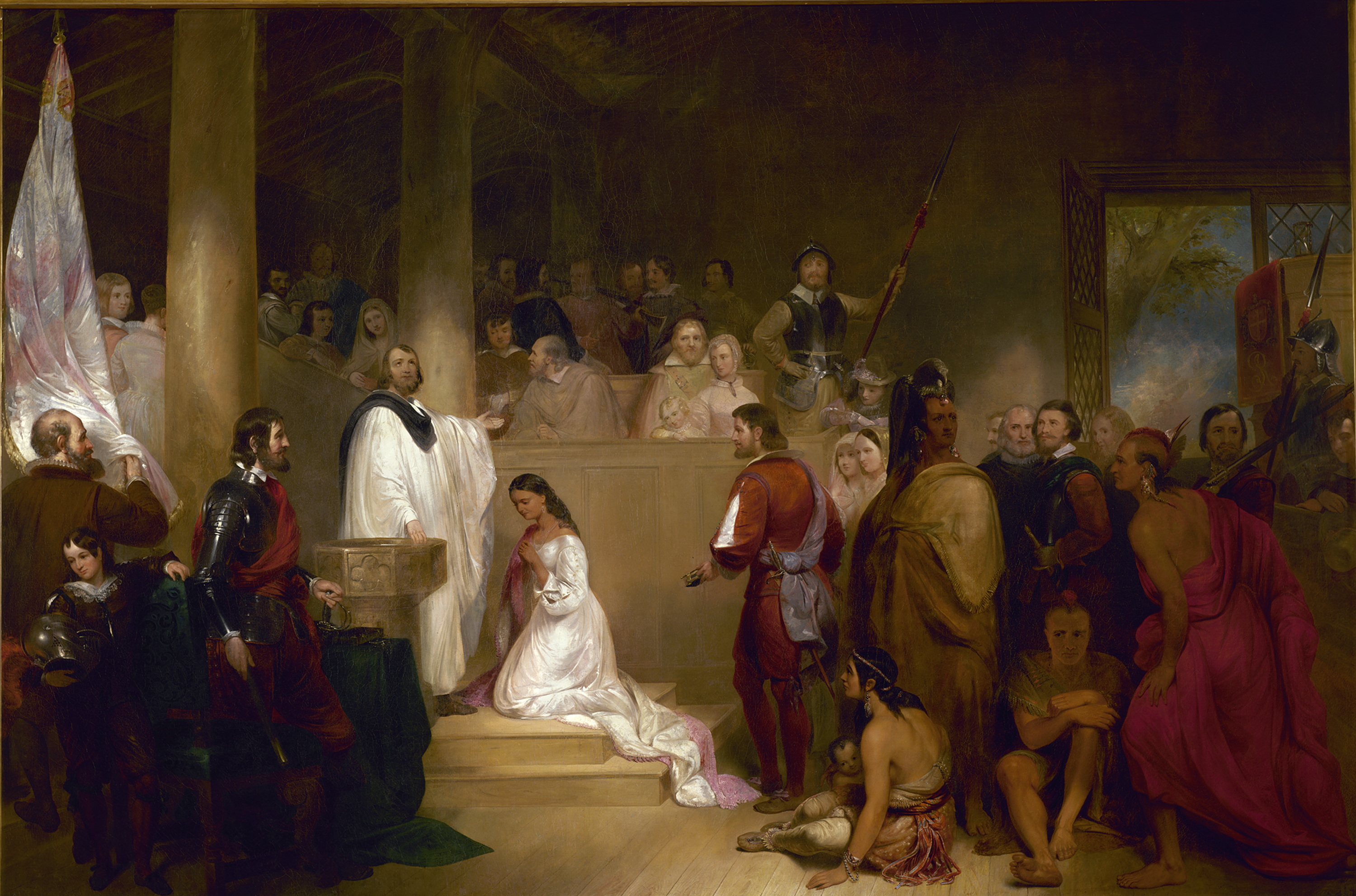
John Gadsby Chapman, The Baptism of Pocahontas (1840)

Durante il suo soggiorno a Henricus, Pocahontas incontrò John Rolfe, che si innamorò di lei. Rolfe, vedovo di una donna inglese, stava coltivando con successo in Virginia una nuova varietà di tabacco e dedicava molto tempo al raccolto. Era un uomo religioso, angosciato dalle ripercussioni morali che potevano derivargli dallo sposare una pagana. In una lunga lettera al governatore, in cui chiedeva il permesso per il matrimonio, descrisse l'amore che nutriva per Pocahontas e si disse fiducioso di poterle salvare l'anima. Dichiarò di non essere motivato «dallo sfrenato desiderio carnale, ma dal bene della sua piantagione, dall'onore del suo Paese, dalla Gloria di Dio, dalla mia personale salvezza [...] chiamata Pocahontas, a cui egli dedicava i suoi migliori e cordiali pensieri, che sono stati così impigliati e affascinati in un labirinto così intricato che fui financo stanco di districarmene fuori».
I sentimenti di Pocahontas su Rolfe e quel matrimonio sono invece sconosciuti.
Si sposarono il 5 aprile 1614 e Pocahontas fu battezzata con il nome di Rebecca. Per pochi anni la coppia visse nella piantagione di Rolfe, posta, rispetto alla nuova comunità di Henricus, dalla parte opposta del fiume James. Ebbero un bambino, Thomas Rolfe, nato il 30 gennaio 1615.
Il loro matrimonio non riuscì a far liberare i prigionieri inglesi, ma creò tra i coloni di Jamestown e la tribù Powathan un clima di pace che durò parecchi anni; nel 1615, Ralph Hamor scrisse come da quel matrimonio fossero nati «rapporti commerciali e scambi amichevoli non solo con i Powathan ma anche con gli altri vicini a noi».

### Il viaggio in Inghilterra

Ritratto di Pocahontas in abiti inglesi, 1616

I promotori della Virginia coloniale trovarono difficile portare nuovi coloni e investitori a Jamestown (Virginia). Usarono quindi Pocahontas come incentivo e come prova di come i nativi del Nuovo Mondo potevano essere addomesticati, e di come la colonia fosse un posto sicuro. Nel 1616, i Rolfe viaggiarono in Inghilterra, arrivando nel porto di Plymouth il 12 giugno e successivamente a Londra in carrozza. Erano accompagnati da un gruppo di undici nativi Powhatan incluso Tomocomo, un sant'uomo. John Smith all'epoca viveva a Londra e a Plymouth e Pocahontas seppe quindi che era ancora vivo. Smith non la incontrò allora, ma scrisse una lettera alla regina Anna, esortandola a trattare Pocahontas con il rispetto dovuto a un visitatore reale, poiché trattandola male, il suo «attuale amore per noi e per la cristianità potrebbe tramutarsi in [...] disprezzo e ira, e l'Inghilterra potrebbe perdere l'occasione di guadagnarsi un Regno per suo tramite».
Pocahontas prese parte a diverse riunioni del cosiddetto bel mondo di allora. Il 6 gennaio del 1617 fu portata, insieme a Tomocomo, nel Palazzo di Whitehall al cospetto del re, per assistere a una masque (rappresentazione teatrale) di Ben Jonson, The Vision of Delight. Secondo Smith, re Giacomo era così poco attraente agli occhi di entrambi i nativi, che solo dopo capirono chi avevano incontrato, grazie a qualcuno che lo spiegò loro.
Pocahontas e Rolfe vissero per qualche tempo alla periferia di Brentford. All'inizio del 1617, Smith visitò entrambi durante una riunione di amici. Secondo Smith, quando Pocahontas lo vide «senza dir nulla, si girò intorno, scura in volto, non sembrando così contenta» e fu lasciata sola per due o tre ore.
Successivamente i due si parlarono e la testimonianza di Smith su ciò che ella gli disse è frammentaria ed enigmatica. Pocahontas gli ricordò delle cortesie che aveva fatto e avrebbe detto: «Avevi promesso a Powhatan che ciò che era vostro sarebbe stato suo, e lui fece altrettanto con te.». Quindi lo spiazzò chiamandolo padre, spiegando a Smith che lui aveva chiamato Powhatan "padre" quando era uno straniero in Virginia, e «per la stessa ragione devo fare lo stesso con te.». Smith non accettò questa formula di cortesia, perché da "figlia di Re" lo gratificava di un titolo non suo.
In seguito Pocahontas, "con una forte espressione", disse
Infine gli spiegò che i nativi lo avevano creduto morto, ma suo padre aveva comunque detto a Tomocomo di cercarlo «perché i tuoi conterranei mentivano molto».

### La morte
Nel marzo del 1617, Rolfe e Pocahontas si imbarcarono su una nave di ritorno in Virginia. Tuttavia, prima ancora che la nave arrivasse a Gravesend, sul Tamigi, Pocahontas si ammalò. La natura della sua malattia è sconosciuta, ma dato che ella era sempre stata descritta come sensibile all'aria fumosa di Londra, venne ipotizzata una polmonite o una tubercolosi, sebbene si sia pensato anche al vaiolo. Fu sbarcata e lì morì. Stando a Rolfe le sue ultime parole furono «tutti dobbiamo morire, a me basta che mio figlio mi sopravviva». Il funerale avvenne il 21 marzo del 1617 nella parrocchia di San Giorgio a Gravesend, nel Kent; la salma venne tumulata sotto la pavimentazione della chiesa medesima, ma purtroppo nel tempo si è perso il punto esatto di sepoltura a causa di un incendio generatosi all'interno della chiesa nel 1727. In memoria di Pocahontas fu eretta una statua di bronzo a grandezza naturale nella chiesa di San Giorgio.

## La discendenza
Pocahontas e Rolfe ebbero un unico figlio, Thomas, nato nella piantagione di Varina prima che i suoi genitori la lasciassero per l'Inghilterra. Tramite questo figlio, Pocahontas ha tuttora dei discendenti. Molte famiglie originarie della Virginia coloniale hanno avuto come ascendenti Pocahontas e Capo Powhatan. Tra le persone degne di nota: Edith Wilson, moglie di Woodrow Wilson; George Wythe Randolph; l'ammiraglio Richard Byrd; il governatore della Virginia Harry Flood Byrd; la stilista Pauline de Rothschild; l'attore Edward Norton; l'ex first lady Nancy Reagan e l'astronomo e matematico Percival Lowell.

## Il suo rango

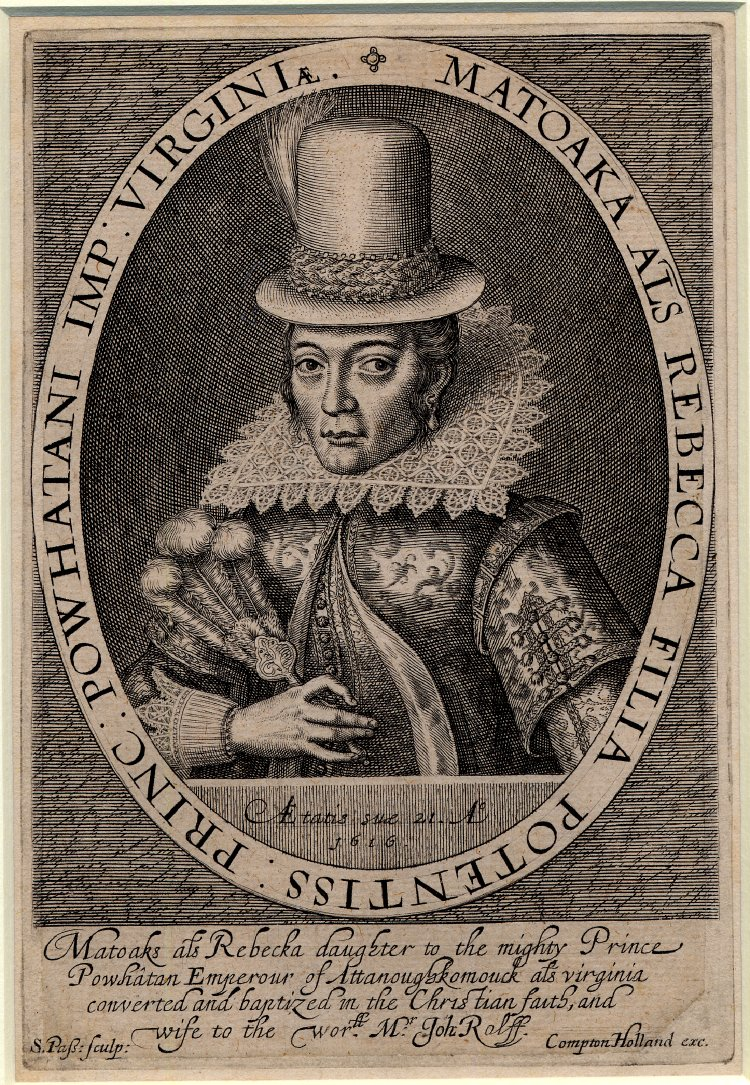
Incisione del 1616 di Simone van de Passe. Il sottotitolo originale recita Matoaks alias Rebecca figlia del potente Principe Imperatore Powhatan di Attanoughkomouck alias Virginia convertita e battezzata alla fede Cristiana, e moglie di S.E. Sig. John Rolfe. L'iscrizione sotto il ritratto recita in latino Aetatis suae 21 A. 1616, in italiano "All'età di 21, nell'anno 1616".

Pocahontas era la figlia di Wahunsunacock o Wahunsenacawh (a seconda dell'ortografia usata), capo o leader della Confederazione di Nativi Americani conosciuta col nome di Powhatan, e con l'appellativo di Capo Powhatan era comunemente conosciuto in inglese, sebbene la parola Powathan fosse più che altro un titolo e non un nome. Come John Smith ebbe a spiegare nel suo libro Una Mappa della Virginia, "il loro capo viene chiamato Powhatan, e prende il nome da un posto dove dimora principalmente chiamato Powhatan. Ma il suo vero nome è Wahunsonacock".
Tuttavia, benché la giovane Pocahontas fosse la favorita del suo potente padre — la sua "delizia e tesoro", secondo uno dei coloni — non è accertato che la società in cui viveva la tenesse in considerazione come una persona di alto rango. Questo perché la società Powathan era strutturata in maniera differente da quella europea. Mentre le donne potevano andare al potere, Pocahontas non poteva farlo perché l'eredità del potere era matrilineare. In Una Mappa della Virginia, Smith spiega:
A causa di ciò, Pocahontas non avrebbe ereditato il potere in nessuna circostanza. Oltretutto, lo status di sua madre era probabilmente inferiore. Nella sua Relazione della Virginia (1609) Henry Spelman spiega che i Powathan avevano molte mogli che venivano sempre scacciate una volta che avevano partorito il primo bambino, così ritornavano al loro umile status. Non è sicuro che lo status di Pocahontas fosse considerato pari a quello della madre.
A prescindere dall'esatta natura dello status di Pocahontas tra i Powhatan, è chiaro che molti inglesi la consideravano come una principessa nel senso europeo del termine. Un esempio dell'opinione di un inglese contemporaneo compare nell'incisione del 1616 che la raffigura. L'iscrizione recita "MATOAKA ALS REBECCA FILIA POTENTISS : PRINC : POWHATANI IMP : VIRGINIÆ". Tradotto: "Matoaka, alias Rebecca, figlia del più potente principe dell'Impero Powathan della Virginia." Si desume quindi, come minimo, che alcuni dei contemporanei inglesi vedevano in Wahunsunacock un sovrano di un impero, e presumibilmente Pocahontas (Matoaka) con il giusto status che questo comportava. Ciò è supportato dalla lettera di raccomandazione riguardante Pocahontas che il capitano John Smith spedì alla regina Anna (moglie di re Giacomo), in cui si riferiva a "Powathan il loro capo Re". Anche Samuel Purchas, uno scrittore di viaggi inglese, ricorda Pocahontas a Londra, dicendo quanto impressionasse coloro che la incontravano perché "il suo portamento era come quello di una figlia di un re" e quando la incontrò a Londra, anche Smith si riferì a lei con deferenza come "figlia di re".
Una visione più ambivalente della considerazione del rango di Wahunsunacock può essere notata nella descrizione che ne dà Lord Carew il 20 giugno 1616, in cui lo definisce come un "principe barbaro" (come riporta nel suo Charles Dudley Warner nel suo saggio su Pocahontas).
Non ci sono prove che Pocahontas fosse stata ufficialmente presentata a re Giacomo e alla sua corte, ma gli fu fatta conoscere a una masque, alla quale lo scrittore di lettere John Chamberlain nota quanto fosse "ben situata" - con ciò dandole un buon posto consono al suo status. Inoltre, Purchas documentò che il vescovo di Londra "la intrattenne con tali cerimonie e magnificenza anche più di quanto avevo visto offrire alle altre signore dalla sua grande ospitalità".

## Leggenda postuma

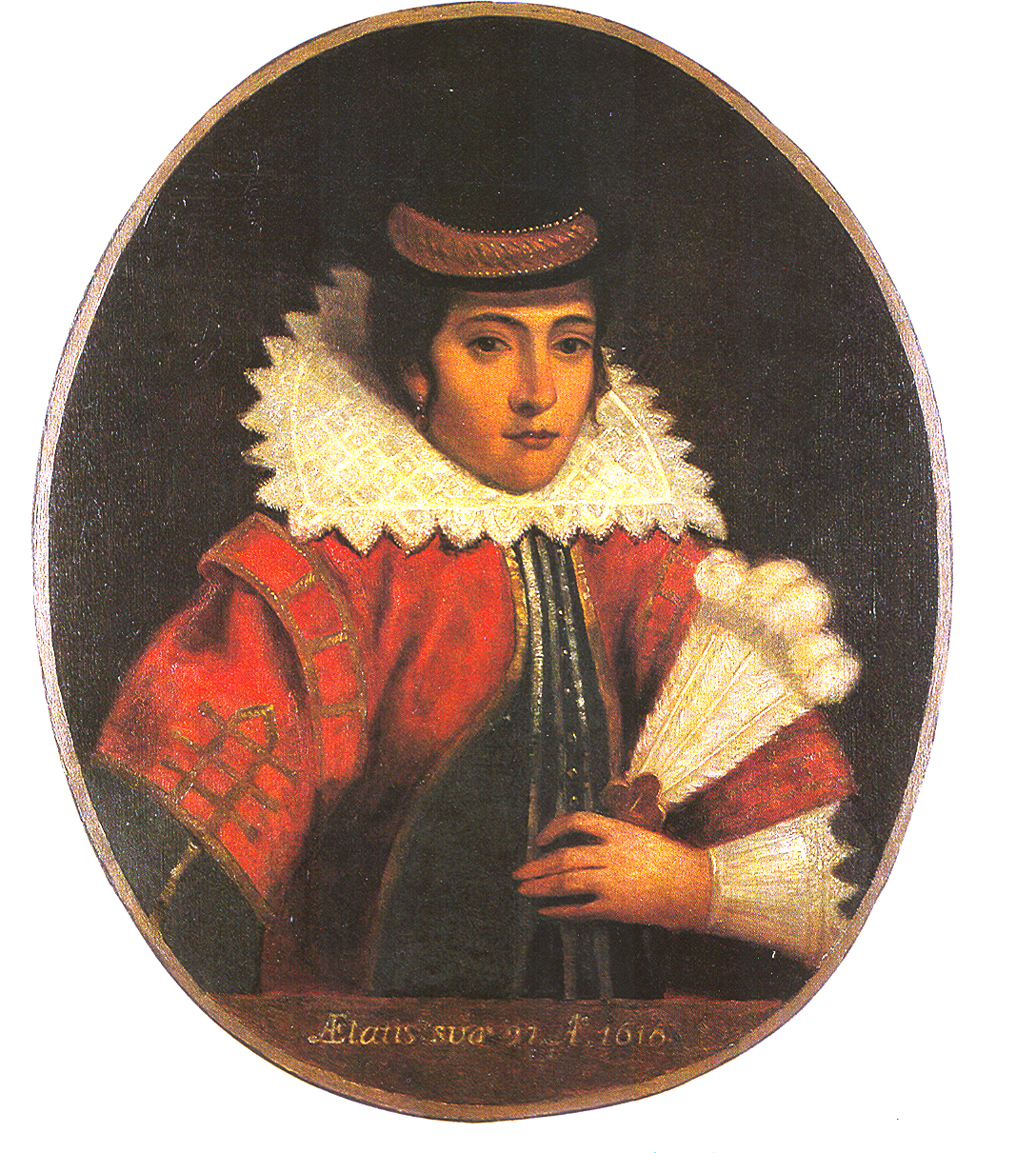
Dipinto basato sull'incisione di van de Passe, ma con tratti europei

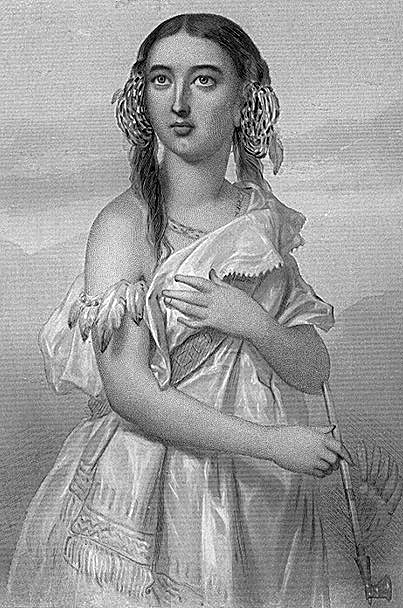
Una raffigurazione del XIX secolo

Dopo la sua morte, furono prodotte rappresentazioni fantasiose e romanzate della figura e della vicenda di Pocahontas. L'unico suo ritratto contemporaneo è l'incisione su rame di Simon van de Passe del 1616. In questo ritratto, malgrado Pocahontas indossi abiti europei, i tratti nativo americani del suo viso sono evidenti. Le raffigurazioni posteriori, invece, spesso europeizzarono il suo aspetto.
Le successive immagini e i rimaneggiamenti della storia di Pocahontas, la presentavano come un emblema della possibilità di assimilare i nativi americani nella società Europea. A titolo di esempio, il Campidoglio espone ben in vista un dipinto del 1840 di John Gadsby Chapman, Il Battesimo di Pocahontas, nella Rotonda. Veniva diffuso anche un opuscolo governativo, dal titolo Il Quadro del Battesimo di Pocahontas, che spiegava i personaggi del dipinto, congratulandosi con i coloni di Jamestown per aver introdotto la Cristianità ai "selvaggi pagani", dimostrando così come i coloni non avessero soltanto "sterminato gli originari proprietari del suolo, e usurpato i loro possedimenti".
In un'altra versione, la storia di Pocahontas fu romanzata in modo tale da far divenire il suo salvataggio di Smith come l'inizio di una storia d'amore tra i due. Benché ci fossero esempi precedenti, il primo a scrivere una storia del genere fu lo scrittore John Davis nel suo Viaggi negli Stati Uniti d'America (1803). Dato che il ben documentato matrimonio di Pocahontas e Rolfe contrastava con questa interpretazione, almeno un autore, John R. Musick, rielaborò di nuovo la storia per "chiarire" la relazione fra i tre. Nel resoconto di Musick, Rolfe è un traditore bugiardo che, vedendo l'opportunità di sposare una "reale", racconta alla "principessa Indiana" la falsa vicenda della morte di Smith, il suo vero amore. Solo dopo, con riluttanza, Pocahontas avrebbe accettato di sposare Rolfe. Durante i preparativi per lasciare l'Inghilterra, Pocahontas lo avrebbe poi incontrato, ancora vivo: sopraffatta dall'emozione e dai ricordi, col cuore infranto, ne sarebbe morta tre giorni dopo.

## Nella cultura di massa
Sono stati realizzati molti film su Pocahontas, a cominciare da un muto del 1924. Il film d'animazione Disney del 1995, Pocahontas presenta una storia d'amore tra Pocahontas e Smith largamente romanzata e immaginaria. Il sequel, Pocahontas II - Viaggio nel nuovo mondo, descrive il suo viaggio in Inghilterra e l'incontro con John Rolfe. Nel film The New World - Il nuovo mondo di Terrence Malick, dalla maggiore accuratezza storica, Pocahontas (Q'orianka Kilcher) e Smith (Colin Farrell) sono ancora descritti come amanti.
Neil Young incise una canzone eponima su Pocahontas, che trattava del genocidio dei nativi americani. Fu pubblicata come quarta traccia di Rust Never Sleeps, album del 1979.